# كارمن كارتاش
كارمن كارتاش (بالرومانية: Carmen Cartaș)‏ مواليد 9 مايو 1985 في كونستانتسا، رومانيا، هي لاعبة كرة يد رومانية. مثلت منتخب رومانيا لكرة اليد للسيدات.

## سجل المنافسة
شاركت في البطولات التالية:
- بطولة العالم لكرة اليد للسيدات 2011

## روابط خارجية
- كارمن كارتاش على موقع الاتحاد الأوروبي لكرة اليد (الإنجليزية)